# Phaenandrogomphus
Genre
Phaenandrogomphus est un genre de libellules de la famille des Gomphidae (sous-ordre des Anisoptères, ordre des Odonates).

## Liste des espèces
Selon GBIF (13 septembre 2023) :
- Phaenandrogomphus asthenes Lieftinck, 1964
- Phaenandrogomphus aureus (Laidlaw, 1922)
- Phaenandrogomphus dingavani (Fraser, 1924)
- Phaenandrogomphus safei Dow & Luke, 2015
- Phaenandrogomphus tonkinicus (Fraser, 1926)
- Phaenandrogomphus treadawayi (Müller & Hämäläinen, 1993)
- Phaenandrogomphus yunnanensis Zhou, 1999

## Systématique
Le nom valide complet (avec auteur) de ce taxon est Phaenandrogomphus Lieftinck (d), 1964.